# Bradytriton silus
Genre
Espèce
Statut de conservation UICN

 CR B2ab(i,ii,iii) : 
En danger critique
Bradytriton silus, unique représentant du genre Bradytriton, est une espèce d'urodèles de la famille des Plethodontidae.

## Répartition
Cette espèce se rencontre :
- dans le département de Huehuetenango au Guatemala ;
- dans l'État du Chiapas au Mexique.

## Description
La femelle holotype mesure 85,1 mm de longueur totale dont 48,5 mm de longueur standard et 36,6 mm pour la queue. Les mâles mesurent de 39,1 à 53,3 mm de longueur standard et les femelles de 44,5 à 53,0 mm.

## Étymologie
Le nom du genre Bradytriton est formé à partir des termes grecs bradys qui signifie « mouvements lents et léthargiques » et triton terme générique pour tritons et salamandres, faisant référence aux mœurs de cette espèce. Le nom spécifique silus vient du latin silus, plat et écrasé, en référence au "nez écrasé" caractéristique de cette espèce.

## Publication originale
- Wake & Elias, 1983 : New genera and a new species of Central American salamanders, with a review of the tropical genera (Amphibia, Caudata, Plethodontidae). Contributions in Science, Natural History Museum of Los Angeles County, no 345, p. 1-19 (texte intégral).